# Damocloïde
Un damocloïde est un astéroïde possédant une orbite à longue période et haute excentricité et qui ne montre pas d'activité cométaire (chevelure ou queue).
D'après l'astronome américain David C. Jewitt, un damocloïde est un objet dont le paramètre de Tisserand relatif à Jupiter (TJ) est inférieur ou égal à deux (TJ ≤ 2). L'inclinaison orbitale des damocloïdes est généralement élevée.
D'après Akimasa Nakamura un damocloïde présente les éléments orbitaux suivants :
- q < 5.2 AU, Demi grand axe (a) > 8.0 AU, and e > 0.75,
- ou autre possibilité , i > 90°

On pense que les damocloïdes, tout comme les comètes périodiques qui ont des orbites ayant les mêmes caractéristiques, ont leur origine dans le nuage de Hills ou le nuage d'Oort.
Fin 2006, on répertorie 35 damocloïdes. Leur rayon moyen est de 8 km. L'albédo de quatre d'entre eux a été mesuré, ils sont parmi les objets les plus sombres du système solaire, leur couleur tire vers le rouge mais pas autant que les objets de la ceinture de Kuiper ni que les centaures.

## Exemples
Quelques damocloïdes connus :
- (5335) Damoclès qui a donné son nom
- (20461) Dioretsa
- (65407) 2002 RP120
- 1996 PW
- 1999 XS35
- 2000 AB229
- 2005 VX3
- 2008 JS14
- (528219) 2008 KV42
- 2013 BL76
- 2012 DR30

L'objet 2001 OG108 avait d'abord été classé comme un damocloïde, mais à l'approche de son périhélie il a commencé à manifester de l'activité cométaire et a donc reçu la désignation cométaire C/2001 OG108 (LONEOS).

## Origine
On pense que les damocloïdes sont des noyaux de comètes de type Halley qui ont perdu par dégazage toutes leurs matières volatiles et sont devenues dormantes. De telles comètes proviennent probablement du nuage d'Oort. Cette hypothèse est renforcée par le fait qu'un certain nombre d'objets initialement considérés comme des damocloïdes (et dénommés selon la logique des désignations provisoires de planètes mineures) ont par la suite développé une coma et ont été confirmés comme des comètes, notamment C/2001 OG108 (LONEOS) (en), C/2002 CE10 (LINEAR), C/2002 VQ94 (LINEAR) et C/2004 HV60 (Spacewatch). Une autre indication forte de l'origine cométaire des damocloïdes est le fait que certains d'entre eux ont des orbites rétrogrades, contrairement aux autres planètes mineures.